# Macrodontogobius wilburi
Macrodontogobius wilburi is een straalvinnige vissensoort uit de familie van grondels (Gobiidae). De wetenschappelijke naam van de soort is voor het eerst geldig gepubliceerd in 1936 door Herre.
De soort bereikt een lengte van 6,5 cm en heeft negen dorsale stekels en een anale stekel.
De soort komt voor in kustwateren op zanderige bodems tot een diepte van 20 meter. De soort komt voor in de Indische Oceaan en de westelijke Grote Oceaan, van de Seychellen tot Micronesië en het zuiden van Japan.